# Улица Бесселя (Калининград)
Улица Бесселя — улица в городе Калининграде.

## История
До 1946 г. называлась Besselstraβe (Бессельштрассе). Кенигсбергский район Ной Россгартен — Neu Roβgarten.
Улица носила и носит имя немецкого астронома Фридриха Вильгельма Бесселя. Одна из немногих улиц города, сохранивших немецкое название.

## Современность
Маленькая улица в Ленинградском районе Калининграда. Протяжённость — 153 м.
В настоящее время на улице не сохранилось довоенных зданий. На улице находится одно жилое здание.

## Достопримечательности
- Биостанция, бывший городской ботанический сад, чьей северной границей является улица.
- Улица ведёт к бывшему земляному бастиону, где раньше стояла Кенигсбергская обсерватория.